# Áno Ráchi
Áno Ráchi är en ort i Grekland.   Den ligger i prefekturen Nomós Prevézis och regionen Epirus, i den centrala delen av landet, 300 km nordväst om huvudstaden Aten. Áno Ráchi ligger 355 meter över havet och antalet invånare är 237.
Terrängen runt Áno Ráchi är kuperad söderut, men norrut är den bergig. Terrängen runt Áno Ráchi sluttar söderut. Runt Áno Ráchi är det ganska glesbefolkat, med 26 invånare per kvadratkilometer. Närmaste större samhälle är Kanaláki, 6,7 km väster om Áno Ráchi. == Kommentarer ==
1. ↑  Framräknat ur variansen i alla höjduppgifter (DEM 3") från Viewfinder Panoramas, inom 10 km radie.[2] Mer om algoritmen finns här: Användare:Lsjbot/Algoritmer.